# Nesaea rigidula
Nesaea rigidula là một loài thực vật có hoa trong họ Lythraceae. Loài này được (Sond.) Koehne mô tả khoa học đầu tiên năm 1882.